# Aurora Place
Aurora Place is een wolkenkrabber aan Phillip Street in de Australische stad Sydney. Het 41 verdiepingen tellende gebouw, ontworpen door Renzo Piano, is 218 meter hoog tot aan de top van de torenspits en 188 meter tot aan het dak.
Het gebouw heeft een ongewone geometrische vorm, waarbij geen enkel paneel parallel loopt aan een raster. De oostgevel puilt licht uit vanaf de basis en bereikt zijn maximale breedte op de bovenste verdiepingen. De gebogen en gedraaide vorm van de oostgevel is bedoeld om ruimtelijk te corresponderen met het Sydney Opera House en de sublieme maritieme omgeving van de haven te weerspiegelen. De glazen gevel aan de buitenkant reikt verder dan de hoofdconstructie, waardoor een illusie van onafhankelijkheid ontstaat. De stalen spits die aan de noordgevel is bevestigd, is 75 meter lang.
Uniek voor een kantoorgebouw van deze omvang en leeftijd is dat Aurora Place een aantal wintertuinen heeft, die een natuurlijke omgeving bieden aan de huurders van het gebouw. Deze wintertuinen bevinden zich in de noordwestelijke en zuidoostelijke hoeken van de torenverdieping, met uitzicht op de haven van Sydney en de aangrenzende botanische tuinen, met verfijnde, bedienbare lamellengevels.

## Geschiedenis
Het gebouw werd gebouwd op de locatie van het voormalige State Office Block door Bovis Lend Lease. De uitgangspunten voor de geplande toren werden voor het eerst gepresenteerd aan het Central Sydney Planning Committee in 1996, waarbij de architecten Mark Carroll, Shunji Ishida en Renzo Piano het project presenteerden. Het gebouw werd in januari 2001 verkocht voor 485 miljoen Australische dollar. Aurora Place was de winnaar van de Property Council of Australia Rider Hunt Award 2002, uitgereikt op basis van technische en financiële kwaliteiten. Op 2 juni 2009 beklom de Franse stadsklimmer Alain Robert het gebouw uit protest tegen klimaatverandering.

## Bouwmaterialen
De materialen die voor dit gebouw zijn gebruikt, zijn uniek vergeleken met de aangrenzende torens Chifley Tower en Governor Phillip Tower. De gevel, die het belangrijkste onderdeel van het gebouw vormt, is gemaakt van melkwit gelamineerd fritglas. De esthetiek van het materiaal doet denken aan een zeil. Het is geïnspireerd op de tegels van het Sydney Opera House, dat 800 meter naar het noorden ligt. Terracotta tegels vormen een groot deel van het onderste deel van het gebouw en contrasteren met de overwegend witte glazen gevelbekleding. Het combineert ook de oranje lobby met het wooncomplex.
De internationale advocatenkantoren Jones Day (verdieping 41) en Squire Patton Boggs (verdieping 17) huren ruimte in het gebouw. Ook het grootste managementconsultancybureau ter wereld, McKinsey & Company (verdieping 35), is hier gehuisvest.

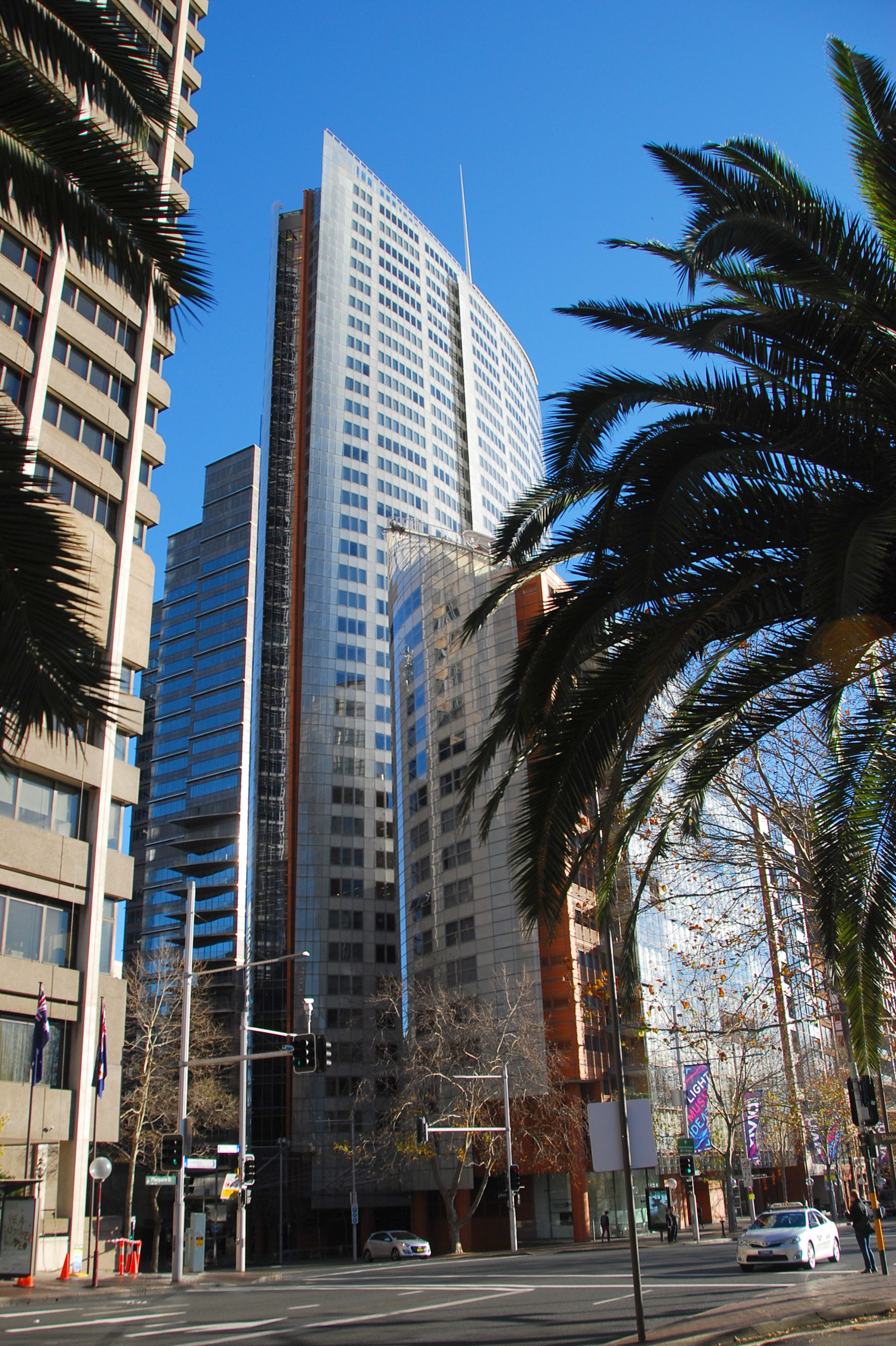
Aurora Place vanuit het zuiden